# عين الكروم (راشيا)
عين الكروم هي إحدى القرى اللبنانية من قرى قضاء راشيا في محافظة البقاع.